# Coccinella magnifica
Coccinelle magnifique
Espèce
La Coccinelle magnifique (Coccinella magnifica) est une coccinelle de 7 à 8 mm de longueur, présente en Europe. C'est une espèce myrmécophile, on la trouve principalement à proximité des colonies de fourmis, notamment Formica rufa. Elle est immunisée contre les attaques des fourmis grâce à des mécanismes de défense chimique,.

## Régime alimentaire
Le régime alimentaire de la larve comme de l'adulte est très proche de celui de Coccinella septempunctata, il consiste en des proies herbivores au corps mou telles que des cochenilles, acariens ou larves d'insectes, parfois des spores de champignons, du nectar et des débris végétaux mais surtout les pucerons qui représentent 60 % de sa nourriture.

## Statut
Comme beaucoup d'insectes, cette espèce n'a un statut que dans la collectivité départementale de Mayotte où elle est interdite d'introduction, de détention, de transport, de reproduction, de mise en vente, de vente, d'achat et de cession de spécimens vivants.

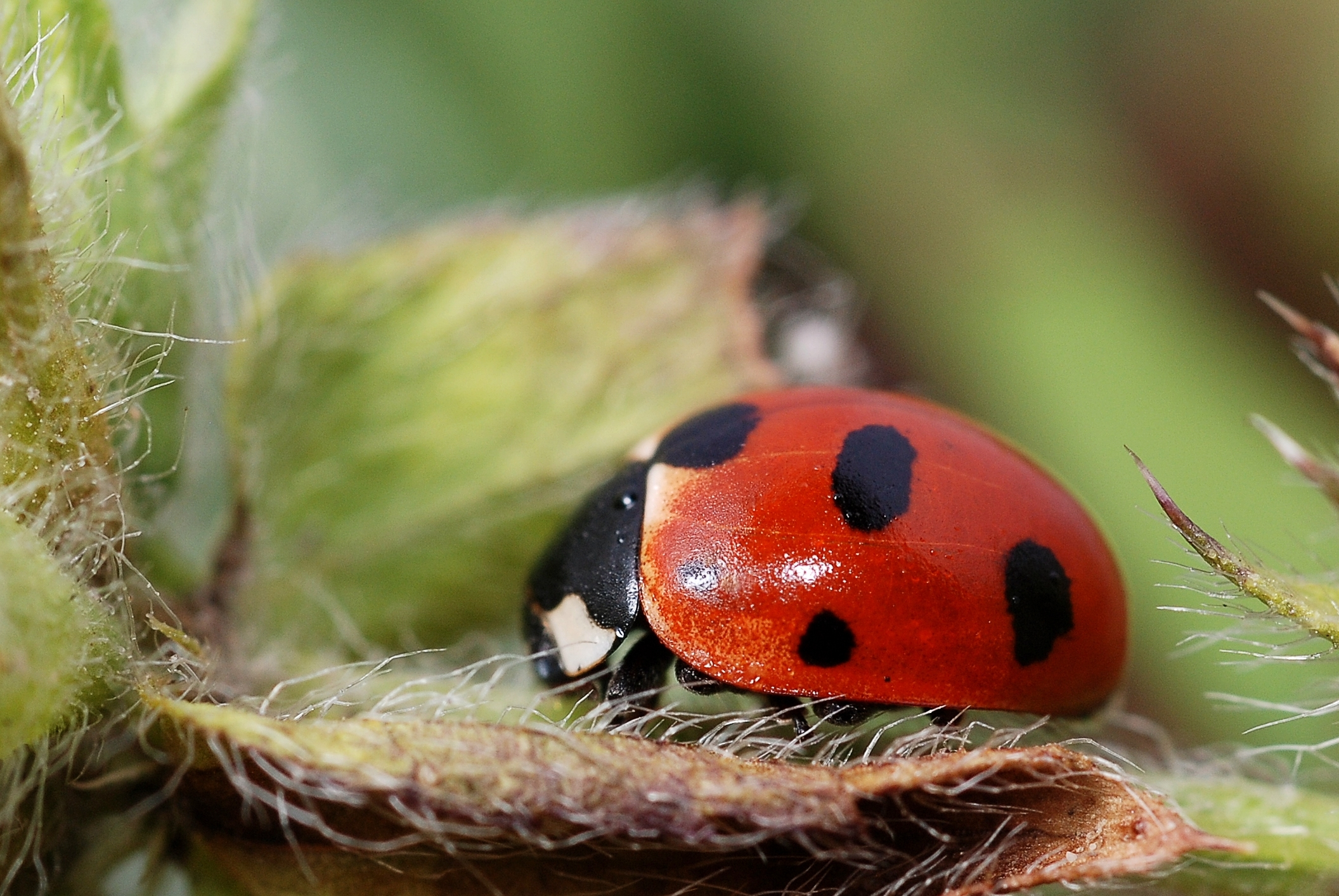
(Au Parc national de la Vanoise, France)